# Orizzonte artificiale

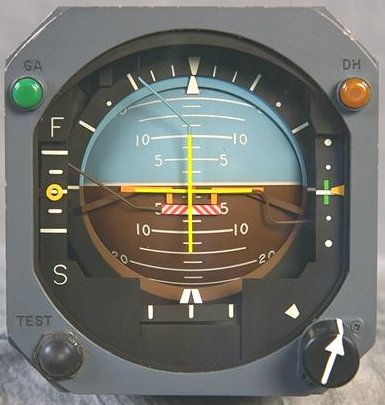
Un moderno orizzonte artificiale analogico.

L'orizzonte artificiale, detto anche raramente girorizzonte, è uno strumento giroscopico che permette di conoscere l'assetto di un aeromobile rispetto all'asse longitudinale e trasversale dello stesso, fornendo informazioni riguardo al beccheggio e al rollio. È la composizione di due strumenti: l'indicatore di assetto e l'indicatore dell'angolo di virata.
Le normative internazionali ICAO prevedono la presenza obbligatoria di almeno due di questi strumenti in caso di volo strumentale e/o massa superiore ai 5 700 kg. Vista la grande importanza richiedono inoltre che siano alimentati da due fonti di energia indipendenti e siano presenti specifici indicatori di guasto.

## Descrizione

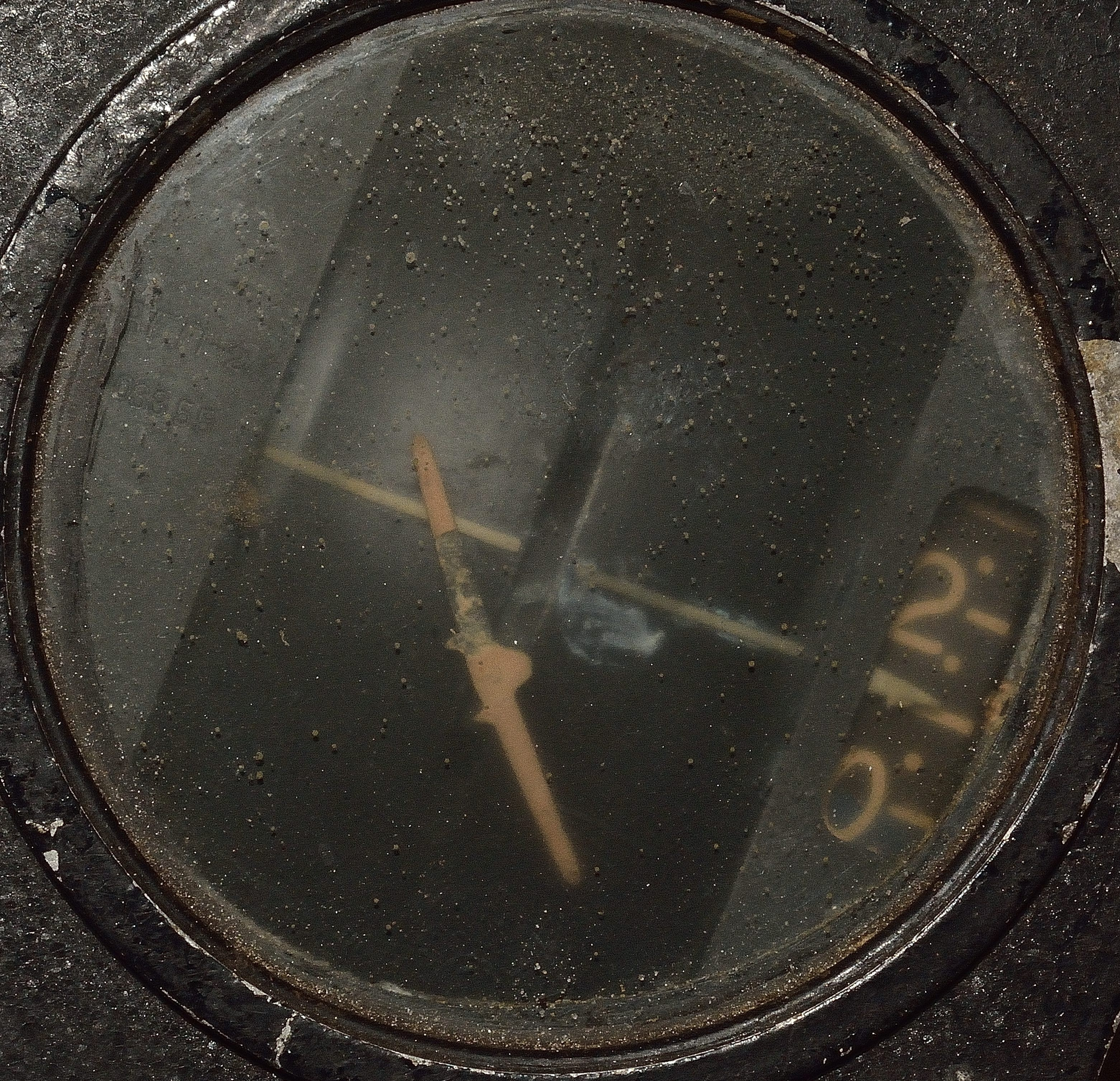
Un antico orizzonte artificiale sovietico, si noti che in questo caso è l'indicatore dell'aereo a muoversi

L'orizzonte artificiale è fin dai suoi albori stato colorato in due parti: in azzurro il semicerchio che indica la parte del cielo e in marrone o nero quello che indica terra. Ciò è necessario per marcare distintamente le due parti, annullando la possibilità di errore. Oltre a questo una croce o un simbolo di un aereo stilizzato indicano la posizione effettiva del velivolo. Al giorno d'oggi l'indicatore rimane fermo e solidale con il velivolo, mentre l'orizzonte sullo sfondo si muove; in passato, specialmente su aerei di fabbricazione russa, era l'indicatore a muoversi.
L'indicatore di virata è composto da una serie di tacche nella corona superiore dell'orizzonte artificiale e da una freccia. Essa indica l'angolo di virata corrente o bank angle. Le ultime due tacche indicano i ±60° e ±90°.

### Utilizzo nel volo
Fornendo al pilota le informazioni sul beccheggio e sul rollio svolge un ruolo fondamentale in condizioni di bassa visibilità e di notte. In queste situazioni il pilota non può utilizzare appieno la vista per identificare il terreno, ma deve affidarsi al sistema vestibolare per orientarsi. Tuttavia quest'ultimo non è sempre sufficiente a garantire che le informazioni giunte al cervello siano interpretate correttamente e sono spesso causa di disorientamento spaziale. Per questo motivo in condizioni di scarsa visibilità, tipiche del volo IFR è essenziale l'uso dell'orizzonte artificiale.
In altri casi, specie in caso di volo a vista, il pilota però deve fare attenzione a non focalizzare tutta l'attenzione su questo strumento, ma effettuare gli opportuni controlli visivi.

### Principio di funzionamento

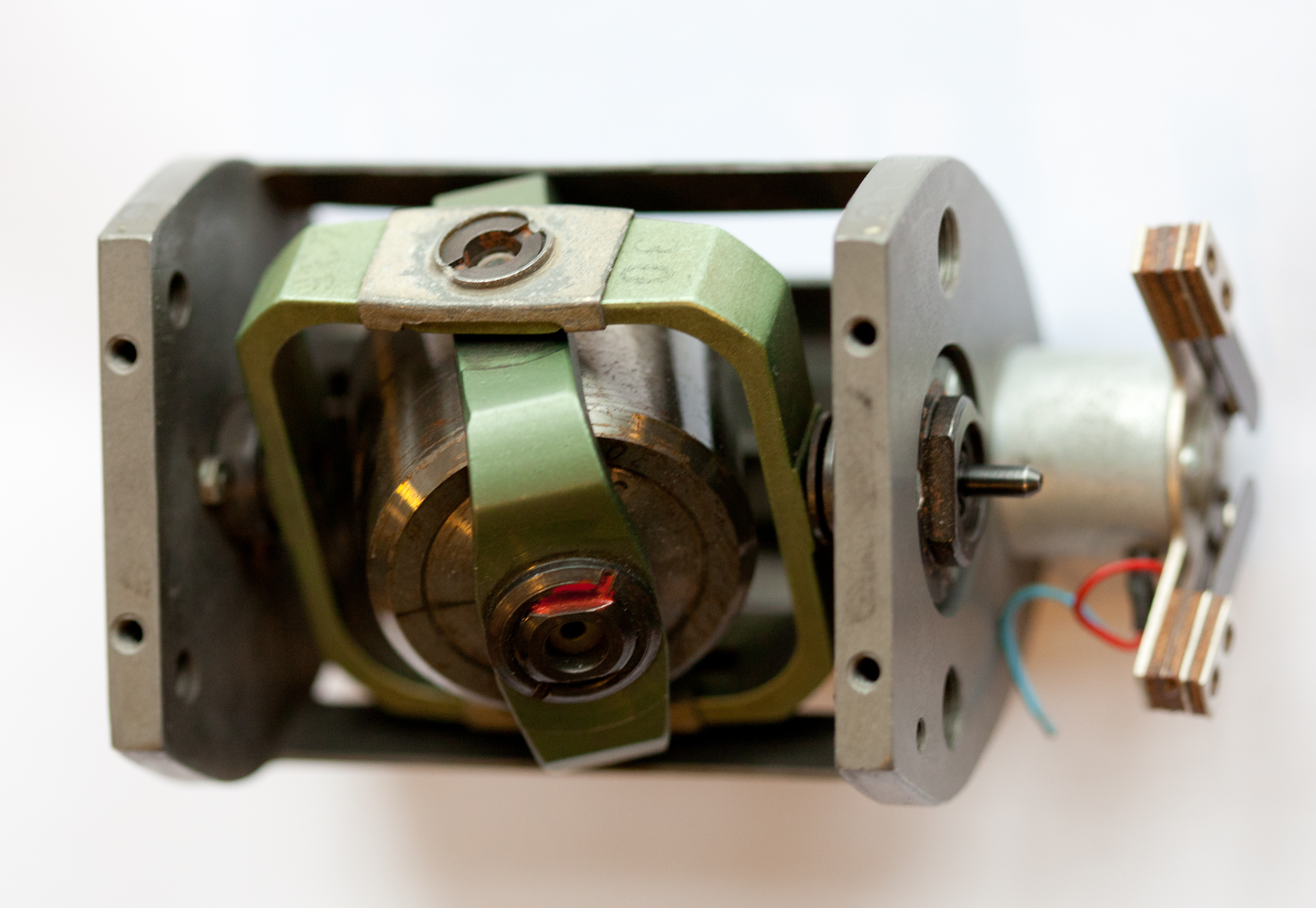
Il giroscopio di un semplice indicatore di assetto

Componenti interni di un orizzonte artificiale

Lo strumento utilizza un giroscopio controllato dalla forza di gravità, composto da un rotore con tre gradi di libertà rotante intorno all'asse verticale X-X, e affidato ad un sistema di sospensione cardanica tale da permettere al giroscopio stesso libertà di rollio e di beccheggio.
Il sistema di sospensione cardanica è così costituito:
- il cerchio interno è imperniato lateralmente nella direzione Y-Y sul cerchio esterno il quale, a sua volta, è imperniato secondo l'asse longitudinale Z-Z del velivolo.
- i perni del cerchio esterno sono sopportati dalla cassa dello strumento, e quindi dal velivolo, e inoltre il perno anteriore poggia sul vetro del quadrante dello strumento.

In tal modo, una variazione dell'assetto longitudinale del velivolo fa ruotare la cassa dello strumento, cioè il supporto esterno, intorno all'asse trasversale Y-Y dell'anello interno, che è stabilizzato dall'inerzia giroscopica del rotore, mostrando la barra orizzontale muoversi verso l'alto o il basso, rispetto alla cassa dello strumento e in particolare rispetto alla sagomina che è incisa al centro del vetro del quadrante.
L'inclinazione laterale del velivolo fa ruotare la cassa dello strumento intorno all'asse longitudinale Z-Z, mentre l'anello interno resta stabilizzato dall'inerzia giroscopica del rotore, mostrando così direttamente l'inclinazione del velivolo sull'orizzonte.

### I problemi legati all'uso del giroscopio
In alcuni indicatori di assetto l'angolo di rollio massimo rappresentabile è circa ±85° essendovi posti dei fermi al fine di evitare il blocco cardanico del giroscopio.
Il problema principale degli orizzonti artificiali è l'errore di precessione apparente: la forza di inerzia tende a far discostare la verticale del giroscopio dalla verticale reale della forza di gravità. Questa forza di inerzia è dovuta alla rotazione terrestre e alla traiettoria del velivolo. Questo effetto causa ad esempio un'indicazione errata del rollio nel caso in cui il pilota effettui una virata combinata con una cabrata o in picchiata: la forza centrifuga falsificherebbe l'angolo di bank reale. Per ovviare a questo problema vengono aggiunti dei sistemi detti meccanismi erettori che sensibili alla forza d'inerzia tengono a riallineare l'orizzonte con la verticale reale.

### Tipologie costruttive
In ordine cronologico possiamo identificare tre tipologie costruttive degli orizzonti artificiali:
- pneumatici: in questo caso i rotori sono alimentati da un flusso d'aria e una camera a vuoto generata da un'alimentazione di tipo pneumatico
- elettrici: in questo caso i rotori sono alimentati dall'impianto elettrico di bordo
- elettronici o digitali: sono schermi lcd o similari che non possiedono sensori o giroscopi ma ricevono le informazioni dai sistemi Attitude and Heading Reference System. Spesso nel caso dei glass cockpit sono integrati nell'EFIS

Gli orizzonti artificiali elettrici ed elettronici prima degli anni '90 riscontrato un basso successo nell'aviazione generale a causa della loro complessità progettuale e alto costo. Tuttavia possiedono innumerevoli vantaggi rispetto agli pneumatici:
- migliore leggibilità
- migliore affidabilità, MTBF raddoppiato
- possono avvalersi di una batteria interna di emergenza (l'orizzonte pneumatico non può funzionare senza sorgente d'aria esterna)
- minore sensibilità agli errori e possibilità di impiegare gli erettori

Nel 2015 la FAA ha annunciato l'introduzione di una norma che obblighi anche gli aerei di aviazione generale a sostituire i vecchi dispositivi pneumatici con quelli elettrici o elettronici.

### Altre funzioni

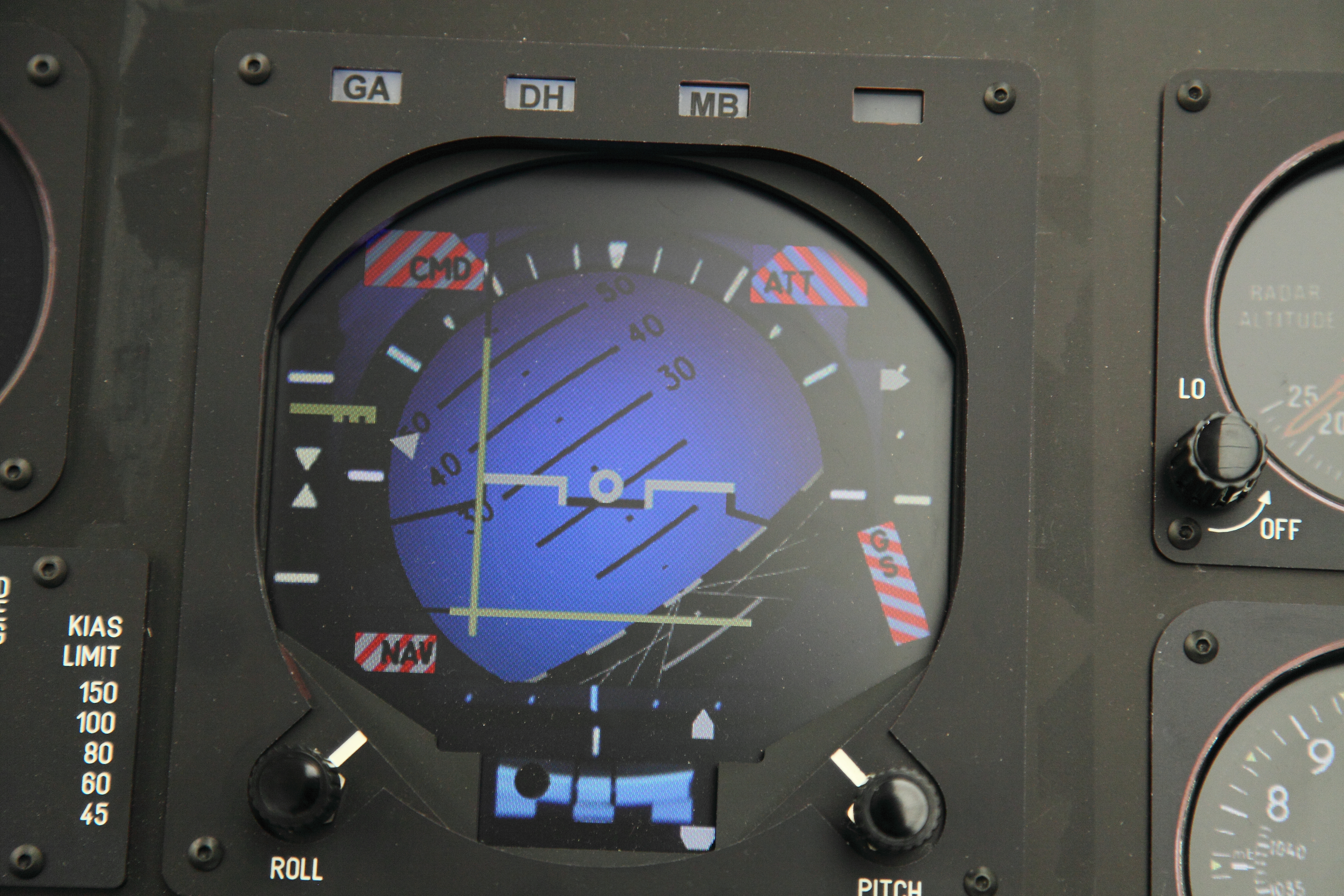
Un orizzonte artificiale digitale con indicazioni del localizzatore e glideslope

L'orizzonte artificiale può essere corredato di altre funzioni e indicazioni accessorie. Due comuni tipologie installate sugli aerei di linea sono le indicazioni per l'atterraggio strumentale (che sostituisce lo strumento dedicato Indicatore localizer-glideslope) e il valore del radioaltimetro. Un'altra indicazione meno frequente, presente ad esempio su alcuni modelli dei Learjet, è l'indicazione del verso del rateo della velocità (se positivo o negativo).
L'atterraggio strumentale o ILS prevede due tipologie di informazioni solitamente mostrate ai bordi o sovrapposte all'orizzonte artificiale. Esse sono:
- il localizzatore, che identifica la posizione orizzontale dell'aereo rispetto alla pista o a un VOR (utilizzato anche in fase di crociera e non di atterraggio). È solitamente indicato con una barra verticale se sovrapposto o con un pallino su una scala graduata se nel bordo inferiore; l'aereo è allineato orizzontalmente se la barra o il pallino si trovano al centro
- il glideslope, che identifica la posizione verticale dell'aereo rispetto al sentiero di discesa. È solitamente indicato con una barra orizzontale se sovrapposto o con un pallino su una scala graduata se nel bordo destro o sinistro; l'aereo è allineato con il percorso di discesa se la barra o il pallino si trovano al centro

Il valore del radioaltimetro è presente solo nei dispositivi digitali ed è indicato solidale con lo strumento nel semicerchio inferiore. Indicato in cifre, rappresenta la distanza in piedi dal suolo. Viene a volte corredato dall'indicazione della decision height.